# Osmia sponsa
Osmia sponsa är en biart som beskrevs av Nurse 1904. Osmia sponsa ingår i släktet murarbin, och familjen buksamlarbin. Inga underarter finns listade i Catalogue of Life.